# Nevill Coghill
Nevill Coghill (1899–1980) fue un estudioso de la literatura literatura británica, conocido sobre todo por su versión en inglés moderno de los Cuentos de Canterbury de Geoffrey Chaucer, y miembro de la tertulia literaria de los Inklings.
Coghill fue fellow (profesor) del Exeter College de Oxford (se encontrará un pequeño busto suyo en la capilla del colegio). En 1948 fue nombrado profesor de retórica en el Gresham College de Londres. Fue Profesor Merton de Literatura Inglesa en la Universidad de Oxford de 1957 a 1966.
Sus traducciones de Chaucer y William Langland fueron las primeras realizadas para las emisiones radiofönicas de la BBC. Fue conocido en su tiempo como productor y director teatral local en Oxford; se le recuerda especialmente por su dirección de una famosa producción de La tempestad con la Oxford University Dramatic Society. 

## Obras
- The Pardon of Piers Plowman (1945)
- The Masque of Hope (1948)
- The Poet Chaucer (1949; 2nd ed. 1967)
- Geoffrey Chaucer (1956)
- Shakespeare's Professional Skills (1964)
- Langland: Piers Plowman (1964)
- Chaucer's Idea of What Is Noble (1971), ISBN 0-19-721485-1
- Collected Papers (1988), ISBN 0-7108-1233-7